# Zoya Ivanova
Zoya Ivanova (en russe : Зоя Александровна Иванова, Zoïa Aleksandrovna Ivanova), née le 14 mars 1952 à Petropavlovsk, est une athlète soviétique puis kazakhe spécialiste du marathon.

## Carrière

### Palmarès
| Date | Compétition               | Lieu        | Résultat | Performance     |
| ---- | ------------------------- | ----------- | -------- | --------------- |
| 1982 | Marathon féminin de Tokyo | Tokyo       | 1re      | 2 h 34 min 26 s |
| 1982 | Championnats d'Europe     | Athènes     | 8e       | 2 h 42 min 43 s |
| 1983 | Championnats du monde     | Helsinki    | 23e      | 2 h 43 min 27 s |
| 1987 | Championnats du monde     | Rome        | 2e       | 2 h 32 min 28 s |
| 1988 | Jeux olympiques d'été     | Séoul       | 9e       | 2 h 35 min 25 s |
| 1989 | Marathon de Los Angeles   | Los Angeles | 1re      | 2 h 34 min 42 s |
| 1990 | Goodwill Games            | Seattle     | 1re      | 2 h 34 min 38 s |

### Records
| Épreuve  | Performance     | Lieu  | Date             |
| -------- | --------------- | ----- | ---------------- |
| Marathon | 2 h 27 min 57 s | Tokyo | 15 novembre 1987 |